# Międzynarodowa Rada ds. Katechezy
Międzynarodowa Rada ds. Katechezy – wchodzi w skład aparatu administracyjnego Kurii Rzymskiej. Podlega Papieskiej Radzie ds. Nowej Ewangelizacji i kieruje nią przewodniczący tej rady a członkiem z urzędu jest sekretarz tej dykasterii.  Od momentu powstania w 1973 do stycznia 2013 podlegała Kongregacji ds. Duchowieństwa.
Obecnie kieruje nią abp Rino Fisichella.
16 stycznia 2013 Benedykt XVI na mocy listu apostolskiego w formie motu proprio Fides per doctrinam przeniósł ją do Papieskiej Rady ds. Nowej Ewangelizacji.